# Karstadt

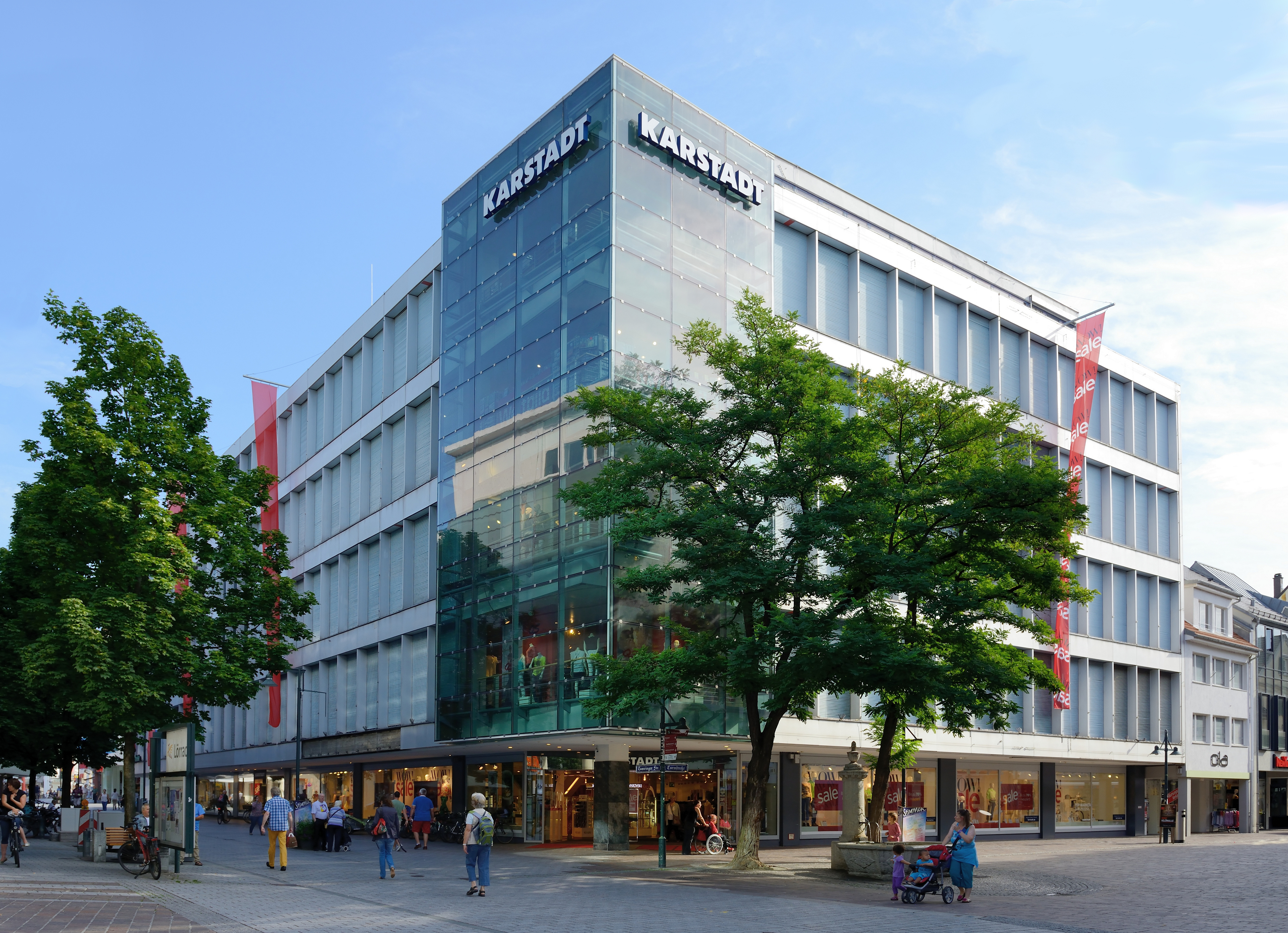
Karstadt-varuhus.

Galeria Karstadt Kaufhofs logotyp sedan 25 mars 2019

Karstadt (Karstadt Warenhaus GmbH) med huvudkontor i Essen är en tysk varuhuskedja. Karstadt ingick tidigare i Arcandor AG (KarstadtQuelle) men ägs sedan 2014 av Signa Retail GmbH. I Karstadt ingår även KaDeWe, Oberpollinger och Alsterhaus.
Den 25 mars 2019 presenterade Karstadt & Galeria Kaufhof den nya logotypen för det fusionerade företaget Galeria Karstadt Kaufhof. De lanserade sin nya hemsida galeria.de samma dag.

## Historia

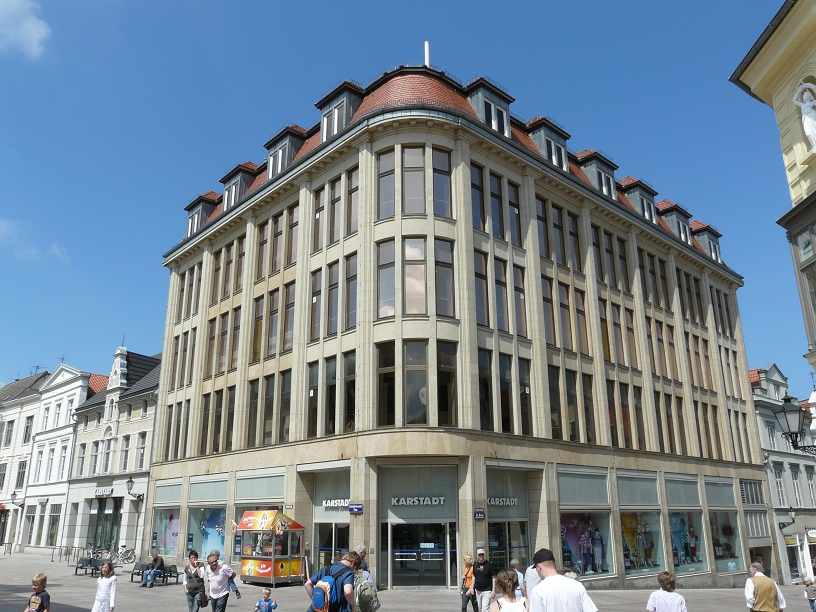
Karstadts första varuhus i Wismar.

Firma Rudolph Karstadt grundades 1881 i Wismar som Tuch-, Manufactur- und Confectionsgeschäft C. Karstadt. C:et i Karstadt kom från hans far Christian som var firmatecknare. Bolaget blev med sina förmånliga, fasta priser snabbt framgångsrikt och kunde i rask takt etablera 24 butiker i norra Tyskland: Neumünster (1888), Braunschweig (1890), Kiel (1893), Mölln (1895), Eutin (1896) och Preetz (1897). Det andra Karstadt-huset öppnade i Lübeck med Thomas Mann och Heinrich Mann som några av de första kunderna. 1900 tog Rudolph Karstadt över ytterligare 13 butiker från sin skuldsatta bror. Etableringar följde i större städer som Bremen, Hamburg och Hannover. I Hamburg kunde det första stora varuhuset i en storstad öppnas 1912 som blev en milstolpe för bolaget. 
Karstadt blev aktiebolag 1920, och bedrev tidigt även en omfattande produktion av bland annat textilvaror. 1932 hade man 21.500 anställda. Bolaget växte genom att ta över Althoff 1920 som hade ett butiksnät i västra Tyskland. Theodor Althoff hade grundat varuhuset Althoff 1885 och Karstadts huvudkontors adress är Theodor-Althoff-Strasse i Essen. Namnet Althoff levde kvar på varuhusen fram till 1963 då samtliga varuhus i koncernen med undantag för Oberpollinger i München fick namnet Karstadt. Bolaget förenklade namnet från Rudolph Karstadt AG till Karstadt AG.
1926 grundades en lågpriskedja genom EPA-Einheitspreis-Aktiengesellschaft. Bolaget kom också att bygga upp egen varuproduktion: väverier, tryckerier och slakthus. 1930 hade Karstadt 89 filialer, 27 fabriker och 29 000 anställda. Därmed var det Europas största varuhuskoncern. 1929 öppnades ett av världens största varuhus på Hermannplatz i Berlin där 4000 medarbetare arbetade. Varuhuset sprängdes av SS under slutstriderna av andra världskriget 1945. Ett nytt Karstadtvaruhus byggdes upp på samma plats.  
1932 lämnade Rudolph Karstadt ledningen. Finanskrisen 1932 ledde till att flera filialer och fabriker lades ned och Epa AG såldes. I Nazityskland avskedades över 800 judiska anställda inklusive fyra styrelsemedlemmar. Efter andra världskriget förlorade Karstadt varuhus som befann sig i Östtyskland och i områden som Tyskland förlorade som en följd av kriget (Ostpreussen, Polen). Koncernen återhämtade sig under 1950-talet. 1977 blev bolaget Västtysklands största handelsbolag sedan Karstadt tagit över aktiemajorieten i postorderföretaget Neckermann. När Tyskland återförenades tog Karstadt över flera Centrum Warenhaus i det tidigare Östtyskland. 1994 togs konkurrenten Hertie inklusive KaDeWe över. I köpet av Hertie ingick även Wertheim som under 1930-talet konfiskerats av nazisterna och som Hertie fått överta. 2005 dömdes KarstadtQuelle AG att betala skadestånd till arvingarna till Wertheim. 
1999 fusionerades Karstadt AG och Quelle till KarstadtQuelle - senare Arcandor AG. 2004 hamnade koncernen i en svår ekonomisk situation. 2005 följde flera nedläggningar av butiker och skokedjan Runners Point såldes. 2008 lades de egna bokavdelningarna ner och ersättes av DBH Warenhaus (Verlagsgruppe Weltbild/Hugendubel) som tog över ytorna. Flera företag däribland WMF, Rosenthal-Porzellan och Müller hyr idag in sig i Karstadts varuhus. 
2009 blev ägarbolaget Arcandor insolvent och Nicolas Berggruen tog över som ägare. Under 2013 brottades Karstadt både med dåliga resultat och med strejk bland de anställda. Mellan februari 2014 och juli 2014 var svenskan Eva Lotta Sjöstedt VD för företaget. 
2014 togs Karstadt över av Signa Retail GmbH.